# Kristian Hundebøll
Kristian Hundebøll (født 22. april 1966 i Hjørring) er en dansk erhvervsleder, der indtil udgangen af august 2024 var koncernchef i DLG. DLG servicerer virksomheder og private kunder inden for de tre forretningsområder: Food, Energy og Housing. Kristian Hundebøll var tilknyttet DLG i 23 år heraf de sidste 12 år som topchef.[kilde mangler]
Gennem årene stod Kristian Hundebøll i spidsen for at drive koncernens udvikling med særligt fokus på at styrke kerneforretningen og drive den internationale udvikling, særligt i Tyskland. Under Kristian Hundebølls ledelse voksede koncernens omsætning fra 48 mia. kr. i 2012 til 67 mia. kr. i 2023, og positionerede herigennem DLG som en af Danmarks største virksomheder. [kilde mangler]
Kristian Hundebøll er søn af Regnar Hundebøll og Anna Maria Hundebøll. Han er opvokset i Hjørring og Ølgod, og blev student fra Grindsted Gymnasium i 1985. Han færdiggjorde sin cand.scient.pol. på Aarhus Universitet i 1994.
Efter studierne blev han ansat som EU-rådgiver i internationalt kontor under det daværende Fyns Amt med base i både Danmark og Bruxelles.
I 2001 vendte han hjem til Danmark og blev ansat som direktionsassistent i DLG. I 2003 blev han forfremmet til direktør og medlem af koncerndirektionen. Her havde han bl.a. ansvaret for DLG's entre på det tyske marked.
I 2010 blev han udnævnt til vicekoncernchef og i 2012 til sideordnet administrerende direktør i DLG sammen med den mangeårige administrerende direktør Asbjørn Børsting. Fra 2013 til 2024 havde Kristian Hundebøll det overordnede ansvar i DLG.
Desuden har Kristian Hundebøll været en toneangivende skikkelse i landbrugets grønne omstilling, som der gennem de seneste år er kommet et massivt fokus på. Kristian Hundebøll blev i 2021 udnævnt som formand for Den Globale Klima-Task Force, som er nedsat af Landbrug & Fødevarer. Ligeledes har han været meget engageret i Dansk Industri som medlem af hovedbestyrelsen af DI´s internationale markedsudvalg. Derudover har han siddet 12 år omkring bordet for DI´s Udvalg for Erhvervspolitik. 
Kristian Hundebøll besidder i dag en række bestyrelsesposter. Han er medlem af Nationalbankens bestyrelse, medlem af DLF´s bestyrelse (global virksomhed inden for planteforædling) formand for Dansk Korn og Foderstof (DAKOFO) samt sidder i formandskabet i INTERCOOP Europe (brancheorganisationen for europæiske landbrugs- og fødevareselskaber).  

## Hædersbevisninger
- Ridderkorset af Dannebrogordenen, 2014[5]